# Drypetes capuronii
Drypetes capuronii là một loài thực vật có hoa trong họ Putranjivaceae. Loài này được Leandri mô tả khoa học đầu tiên năm 1957.